# Delitzsch
Delitzsch (górnołuż. Delič) − miasto w Niemczech, w kraju związkowym Saksonia, w okręgu administracyjnym Lipsk, w powiecie Nordsachsen, na północ od Lipska. Liczy ok. 26,5 tys. mieszkańców. Ośrodek przemysłowy, węzeł kolejowy.
Do 31 lipca 2008 miasto było stolicą zlikwidowanego obecnie powiatu Delitzsch.
W języku polskim miasto notowane w przeszłości pod nazwą Delicz.
W latach 1738–1763 miasto wraz z Elektoratem Saksonii było połączone unią z Polską, a w latach 1807–1815 wraz z Królestwem Saksonii unią z Księstwem Warszawskim. Pamiątką po unii polsko-saskiej w mieście jest osiemnastowieczny dystansowy słup pocztowy z herbami Polski i Saksonii.

## Zabytki

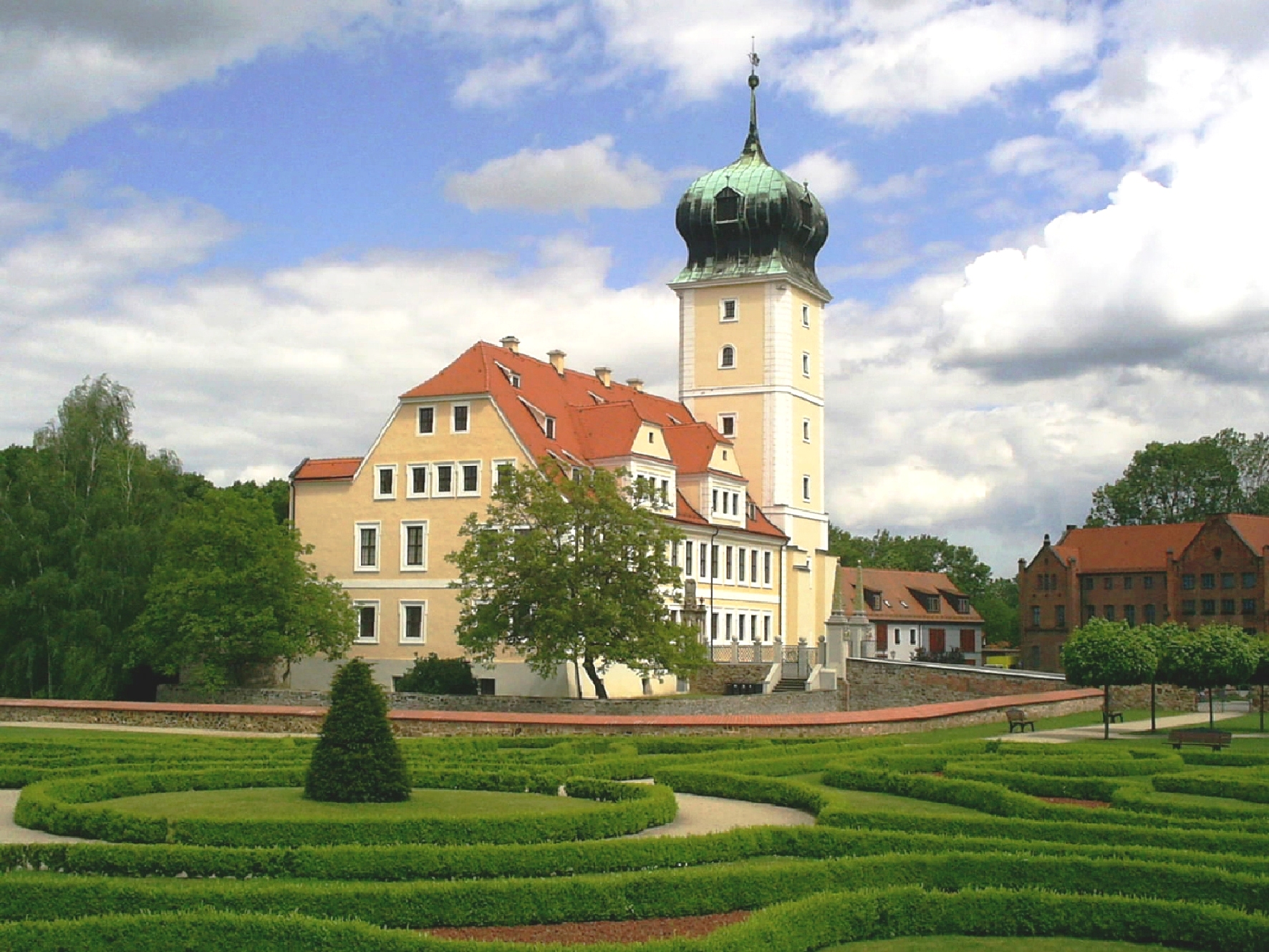
Barokowy zamek Delitzsch

- Zamek barokowy
- Ratusz
- Polsko-saski słup pocztowy

## Gospodarka
W mieście rozwinął się przemysł maszynowy oraz spożywczy.

## Współpraca
Miejscowości partnerskie:
- Friedrichshafen, Badenia-Wirtembergia
- Monheim am Rhein, Nadrenia Północna-Westfalia
- Ostrów Wielkopolski, Polska